# Скарб Великого каньйону
Скарб Великого каньйону — пригодницький фільм 2008 року.

## Сюжет
Команда археологів під керівництвом доктора Джордана здійснює дивовижне відкриття: у печерах Гранд-Каньйону знаходиться древнє, нікому невідоме місто, повне таємниць і скарбів.Але не даремно місцеві індіанці вважають цю землю проклятою. Місто охороняють не тільки жорстокі воїни ацтеків, але й крилате чудовисько. Замість скарбів археологи знаходять смерть.Не дочекавшись повернення батька, Сьюзен Джордан вирішує вирушити на його пошуки.